# Domingos de Sousa Coutinho
Domingos de Sousa Coutinho   (Lisboa, 19 d'octubre de 1896 - Lisboa, 27 de setembre de 1984) va ser un genet portuguès que va competir durant la dècada de 1930.
El 1936 va prendre part en els Jocs Olímpics de Berlín, on va disputar dues proves del programa d'hípica amb el cavall Merle Blanc. Va guanyar la medalla de bronze en la prova de salts d'obstacles per equips i fou setzè en la de prova de salts individual.